# Народна библиотека на Сърбия
Националната библиотека на Сърбия (на сръбски: Народна библиотека Србије / Narodna biblioteka Srbije) най-голямата и стара библиотечна институция в Сърбия. Намира се в столицата Белград.

## История
Основаването на библиотеката е свързано с историческо събитие от февруари 1832 година, когато издателят на първия сръбски вестник, Димитрие Давидович изпраща писмо за основаването на национална библиотека в чест на княз Милош Обренович. През ноември същата година, князът нарежда задължителния депозит в библиотеката на бройки от всяка публикувана книга или периодично издание.
По време на Първата световна война, сградата и колекциите на Националната библиотека търпят щети, затова оцелелите притежания са преместени от Белград в Ниш и Крагуевац с цел съхраняването им. След войната и съгласно законите за националната библиотека и печатната преса, и двата от 1919 година, библиотеката става централната държавна библиотека и получава бравото да придобива задължителни копия от издадените творби в цялото Кралство Югославия.
Бомбардировките над Белград от Луфтвафе през Втората световна война напълно разрушават сградата на библиотеката заедно със сбирка от 500 000 тома книги, безценна колекция от 1424 кирилски ръкописа и харти, колекция от стари карти и отпечатъци на около 1 500 библиотечни единици, поредици от 4 000 списания и 1 800 вестника, незаменими архиви от османски документи за Сърбия, пълните кореспонденции на изтъкнати фигури от културната и политическа история на Сърбия, както и всички библиотечни описи и каталози.
След освобожданието на Белград през 1944 година, в условията на променен обществен строй, следва период от интензивно възстановяване на изгубените колекции и бързо развитие на библиотеката, която отново отваря вратите си за читатели през 1947 година. През 1954 година, на 150-ата годишнина от Първото сръбско въстание, е разрешен строежът на нова сграда за Националната библиотека и сградата (с архитект Иво Куртович) е официално открита на 6 април 1973 година.
Днес Националната библиотека на Сърбия представлява модерна национална библиотека. Декларираните ѝ цели са събиране на едно място на световните информационни потоци, признание в световната общност на националните библиотеки, превръщане в източник на информация и стимул за развитието на сръбското общество.

## Библиотечни сбирки
Обща сбирка
Книги, отпечатани преди 1868 година на сръбски или други екс-Ю езици; книги, отпечатани след 1700 година на чужди езици; периодични издания от Сърбия, екс-Ю и чужбина; библиографии, енцикопедии, лексикони, каталози, директории в хартиен и електронен вид, организирани в справочен апарат с отворен достъп.
Специални сбирки
Старинни и редки книги, включващи печатни книги от XVIII и XIX век на екс-Ю езици, както и чужди книги след 1700 година, библиофилски издания, миниатюри, литературни и други ръкописи и архивни документи, картографски материали, печатни музикални материали и фонограми, фотографски документи, гравюри и рисунки, плакати и информационни материали, мемориални библиотеки и наследства.
Ръкописна сбирка
Ръкописни книги, датирани от XII до XVIII век, основно на сръбски и малък брой от български, македонски и руски издания, инкунабули и старосръбски печатни книги от 1494 до 1638 година, отпечатъци на таблички със старосръбски от XVI до XVIII век, микрофилми на кирилски ръкописи.